# جيتشون (مدينة)
جيتشون هي مدينة تقع في مقاطعة تشنغتشونغ الشمالية في كوريا الجنوبية. المدينة هي مفترق طرق السكك الحديدية الرئيسية وتخدمها خطوط جنغانغ، تشنغبك، وتايبايك. يحيط بالمدينة العديد من المواقع ذات المناظر الخلابة والمناسبة للسياح مثل خزان وورمجي المائي، وبحيرة تشونغبنغ، ومجمع ممتلكات تشونغبنغ الثقافية. بالإضافة لذلك فإن جامعة سيمينغ تقع بها.

## أصل الاسم
يشتق اسم المدينة من كلمتين كوريتين هما «جي» (堤) وتعني سد، وكلمة «تشون» (川) وتعني النهر.

## الموقع
تقع المدينة في الجزء الشمالي من المقاطعة وتحدها مدينة منغيونغ من الجنوب، ومدينة وونجو ومحافظة يونغوول من الشمال. وتشتهر المدينة بجبالها وبحيرتها. كما تعرف باسم «مدينة الشفاء». بالمدينة مجموعة واسعة من الطب الشرقي الذي يجذب الناس من جميع أنحاء كوريا لزيارة المدينة.

## المناخ
| البيانات المناخية لـ{{{location}}}   | البيانات المناخية لـ{{{location}}} | البيانات المناخية لـ{{{location}}} | البيانات المناخية لـ{{{location}}} | البيانات المناخية لـ{{{location}}} | البيانات المناخية لـ{{{location}}} | البيانات المناخية لـ{{{location}}} | البيانات المناخية لـ{{{location}}} | البيانات المناخية لـ{{{location}}} | البيانات المناخية لـ{{{location}}} | البيانات المناخية لـ{{{location}}} | البيانات المناخية لـ{{{location}}} | البيانات المناخية لـ{{{location}}} | البيانات المناخية لـ{{{location}}} |
| الشهر                                | يناير                              | فبراير                             | مارس                               | أبريل                              | مايو                               | يونيو                              | يوليو                              | أغسطس                              | سبتمبر                             | أكتوبر                             | نوفمبر                             | ديسمبر                             | المعدل السنوي                      |
| ------------------------------------ | ---------------------------------- | ---------------------------------- | ---------------------------------- | ---------------------------------- | ---------------------------------- | ---------------------------------- | ---------------------------------- | ---------------------------------- | ---------------------------------- | ---------------------------------- | ---------------------------------- | ---------------------------------- | ---------------------------------- |
| متوسط درجة الحرارة الكبرى °م (°ف)    | 1.3 (34.3)                         | 4.4 (39.9)                         | 10.3 (50.5)                        | 18.2 (64.8)                        | 23.1 (73.6)                        | 26.8 (80.2)                        | 28.4 (83.1)                        | 29.2 (84.6)                        | 25.0 (77.0)                        | 19.4 (66.9)                        | 11.1 (52.0)                        | 4.0 (39.2)                         | 16.8 (62.2)                        |
| المتوسط اليومي °م (°ف)               | −5.2 (22.6)                        | −2.3 (27.9)                        | 3.5 (38.3)                         | 10.5 (50.9)                        | 16.0 (60.8)                        | 20.6 (69.1)                        | 23.4 (74.1)                        | 23.8 (74.8)                        | 18.4 (65.1)                        | 11.4 (52.5)                        | 4.1 (39.4)                         | −2.4 (27.7)                        | 10.2 (50.4)                        |
| متوسط درجة الحرارة الصغرى °م (°ف)    | −11.2 (11.8)                       | −8.4 (16.9)                        | −2.8 (27.0)                        | 2.9 (37.2)                         | 9.2 (48.6)                         | 15.0 (59.0)                        | 19.5 (67.1)                        | 19.6 (67.3)                        | 13.3 (55.9)                        | 5.0 (41.0)                         | −1.7 (28.9)                        | −8.0 (17.6)                        | 4.4 (39.9)                         |
| الهطول مم (إنش)                      | 24.7 (0.97)                        | 29.4 (1.16)                        | 56.0 (2.20)                        | 76.1 (3.00)                        | 102.1 (4.02)                       | 154.2 (6.07)                       | 373.5 (14.70)                      | 293.7 (11.56)                      | 161.1 (6.34)                       | 51.5 (2.03)                        | 42.4 (1.67)                        | 23.0 (0.91)                        | 1٬387٫8 (54.64)                    |
| متوسط أيام هطول الأمطار (≥ 0.1 mm)   | 7.2                                | 6.9                                | 8.9                                | 7.8                                | 8.4                                | 9.3                                | 15.6                               | 13.9                               | 8.8                                | 5.4                                | 7.4                                | 7.4                                | 107                                |
| متوسط الرطوبة النسبية (%)            | 69.4                               | 66.4                               | 63.8                               | 58.1                               | 64.0                               | 69.6                               | 78.5                               | 77.1                               | 75.3                               | 72.8                               | 70.9                               | 71.1                               | 69.8                               |
| ساعات سطوع الشمس الشهرية             | 165.1                              | 163.4                              | 193.0                              | 216.1                              | 231.3                              | 211.7                              | 160.6                              | 181.8                              | 176.9                              | 194.5                              | 153.8                              | 154.4                              | 2٬204٫6                            |
| المصدر: إدارة الأرصاد الجوية الكورية |                                    |                                    |                                    |                                    |                                    |                                    |                                    |                                    |                                    |                                    |                                    |                                    |                                    |

## المدن الشقيقة
- مديرية سوتشو، كوريا
- سبوكين، الولايات المتحدة الأمريكية
- باساي، الفلبين
- هوالين، تايوان (2012.09.14)

## أعلام
- أوم جونغ هوا

## وصلات خارجية
- الموقع الرسمي (بالكورية).